# Песнь Саксонии-Анхальт
Песнь Саксонии-Анхальт (нем. Lied für Sachsen-Anhalt) — региональный гимн немецкой земли Саксония-Анхальт. Использование этого гимна поощрялось первым министром-президентом страны для укрепления чувства культурной самобытности в новообразованном государстве. Текст и мелодия написаны Клаусом Адольфом.У него нет официальной функции, хотя он был выбран в 1991 году тогдашним правительством штата во главе с премьер-министром Гердом Гисом в рамках конкурса между различными песнями с целью стать официальным государственным гимном. Хотя сегодня он находится в репертуаре некоторых региональных хоровых обществ, он еще не получил известности среди других региональных гимнов Германии, таких как песня Нижней Саксонии, песня Шлезвиг-Гольштейна, гимн Баварии или гимн Бранденбурга. 

## Примечание
1. ↑  Straße der Lieder – Musikkoffer Sachsen-Anhalt. Дата обращения: 18 декабря 2022. Архивировано 18 декабря 2022 года.
2. ↑  Sachsen-Anhalt Hymne [Unofficial anthem of Saxony-Anhalt][+English translation]. Дата обращения: 14 декабря 2022. Архивировано 14 декабря 2022 года.
3. ↑  Sachsen-Anhalt-Lese | Lieder. Дата обращения: 18 декабря 2022. Архивировано 18 декабря 2022 года.
4. ↑  LTO Онлайн
5. ↑  Вопрос о том, является ли песня официальным государственным символом , пользующимся особой защитой от очернения государства и его символов в соответствии со статьей 90а Уголовного кодекса,остается открытым.